# Caspar Schoppe
Caspar Schoppe (Neumarkt in der Oberpfalz, 27 mei 1576 – Padua, 19 november 1649) was een Duits filoloog en publicist van de contrareformatie.

## Levensloop
Schoppe was de zoon van een protestante ambtman uit de Opper-Palts. Na het gymnasium doorlopen te hebben, schreef hij zich in 1591 in als student rechten aan de Universiteit van Heidelberg. In 1594 verruilde hij Heidelberg voor de minder prestigieuze Universiteit van Altdorf. Na een korte onderbreking aan de Universiteit van Ingolstadt, studeerde hij in 1597 af in Altdorf. Onder invloed van hoogleraar Konrad Rittershausen legde Schoppe zich toe op de filologie, de studie van dode talen. Nog tijdens zijn studie rechten publiceerde hij verschillende boeken in klassiek Latijn, waaronder Verisimilium libri quatuor (1596), Suspectarum lectionum libri quinque (1597) en een handboek over de filologie, De arte critica. Deze werken gaven hem een zekere bekendheid waardoor hij in contact kwam met belangrijke geleerden en schrijvers van zijn tijd, onder wie Justus Lipsius en de Leidense hoogleraar Josephus Justus Scaliger.
Na zijn studie wijdde hij zich aan de geesteswetenschappen. Na een kort verblijf in Venetië kwam hij in 1598 aan in Praag, vermoedelijk op zoek naar een aanstelling aan het hof van keizer Rudolf II. In Praag bekeerde hij zich tot het katholicisme. In april 1598 liet hij zich dopen in het bijzijn van pauselijk nuntius Cesare Speciano. Daarna vertrok hij met een diplomatieke missie onder leiding van Johann Matthäus Wacker naar Rome, waar hij tot 1607 bleef.

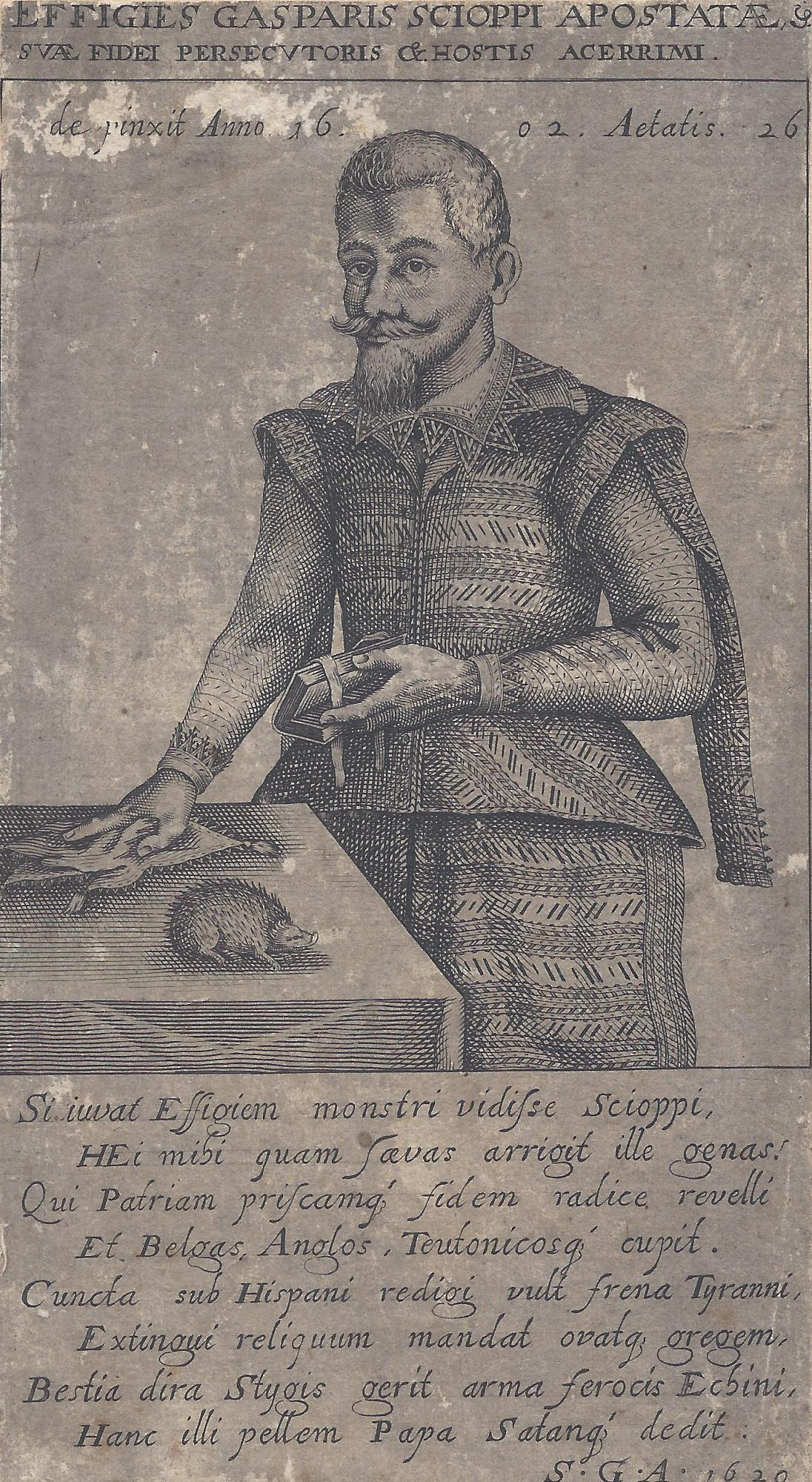
Portret van Schoppe uit 1620 door Jacob van der Heyden. Het egeltje op de tafel is een teken van zijn stekeligheid.

In Rome wierp hij zich op als bemiddelaar tussen de paus en de protestante wereld. In 1599 schreef hij Epistola de sua ad orthodoxos migratione (gepubliceerd in Ingolstadt in 1600) en Pro Germaniae Protestantibus Romam venientibus (gepubliceerd in 1608 in Amphotides Scioppianae), waarin hij de paus oproept de protestanten welwillend tegemoet te komen zonder te dreigen met de Inquisitie en dergelijke. Tegelijkertijd, echter, voerde Schoppe een bijzonder felle pennenstrijd tegen zijn oude geloofsgenoten die duurde tot 1619. In 1607 maakte hij in Scaliger Hypobolimaeus zijn oude vriend Scaliger belachelijk vanwege zijn ijdelheid. Dit resulteerde in een lawine van geschriften en pamfletten van protestantse kant, waarin Schoppe werd afgeschilderd als opportunist, die zelf ijdel was. Als reactie schreef hij de Amphotides Scioppianae (vrij vertaald de helm van Schoppe; Ingolstadt, 1608; uitgebreide versie Parijs, 1611).
Vanuit Rome gaf hij zijn laatste filologische werken uit: De lingua Latina van Varro (Ingolstadt, 1605) en brieven aan Symmachus (Mainz, 1608). Vanaf 1607 had Schoppe intensief contact met Tommaso Campanella, die op dat moment gevangen zat in Napels. Schoppe beloofde hem zijn werk te publiceren en de tekst Aforismi politici te redigeren. Andersom droeg Campanella zijn Atheismus triumphatus (Het atheïsme overwonnen) uit 1607 op aan Schoppe. Toen bleek dat Campanella voorlopig niet vrij zou komen, begon Schoppe de manuscripten van Campanella te gebruiken voor zijn eigen journalistieke activiteiten tegen de protestanten. Vanwege dit plagiaat hield hun samenwerking abrupt op.
Eind augustus 1607 was Schoppe aanwezig op de rijksdag in Regensburg, officieel als adviseur van aartshertog Ferdinand, maar onofficieel als pauselijk gezant. Aansluitend zette hij zich in voor de oprichting van de Katholieke Liga, een bondgenootschap dat tegenwicht moest bieden aan de macht van de protestanten. Hij deed verschillende katholieke hoven in Duitsland aan om steun te krijgen. In 1609 stuurde aartshertog Ferdinand hem naar Rome om paus Paulus V voor dit project te winnen. Van 1613 tot 1615 verbleef hij in Spanje om financiële steun van Filips III van Spanje te krijgen.
Na een lang verblijf in Ingolstadt en Augsburg vestigde Schoppe zich in 1616 in Milaan, waar in die tijd Filips van Spanje heerste. Vanuit Milaan knoopte hij contact aan met Ferdinando Gonzaga, hertog van Mantua, en ontving van hem een aanzienlijke toelage in ruil voor diplomatiek werk.

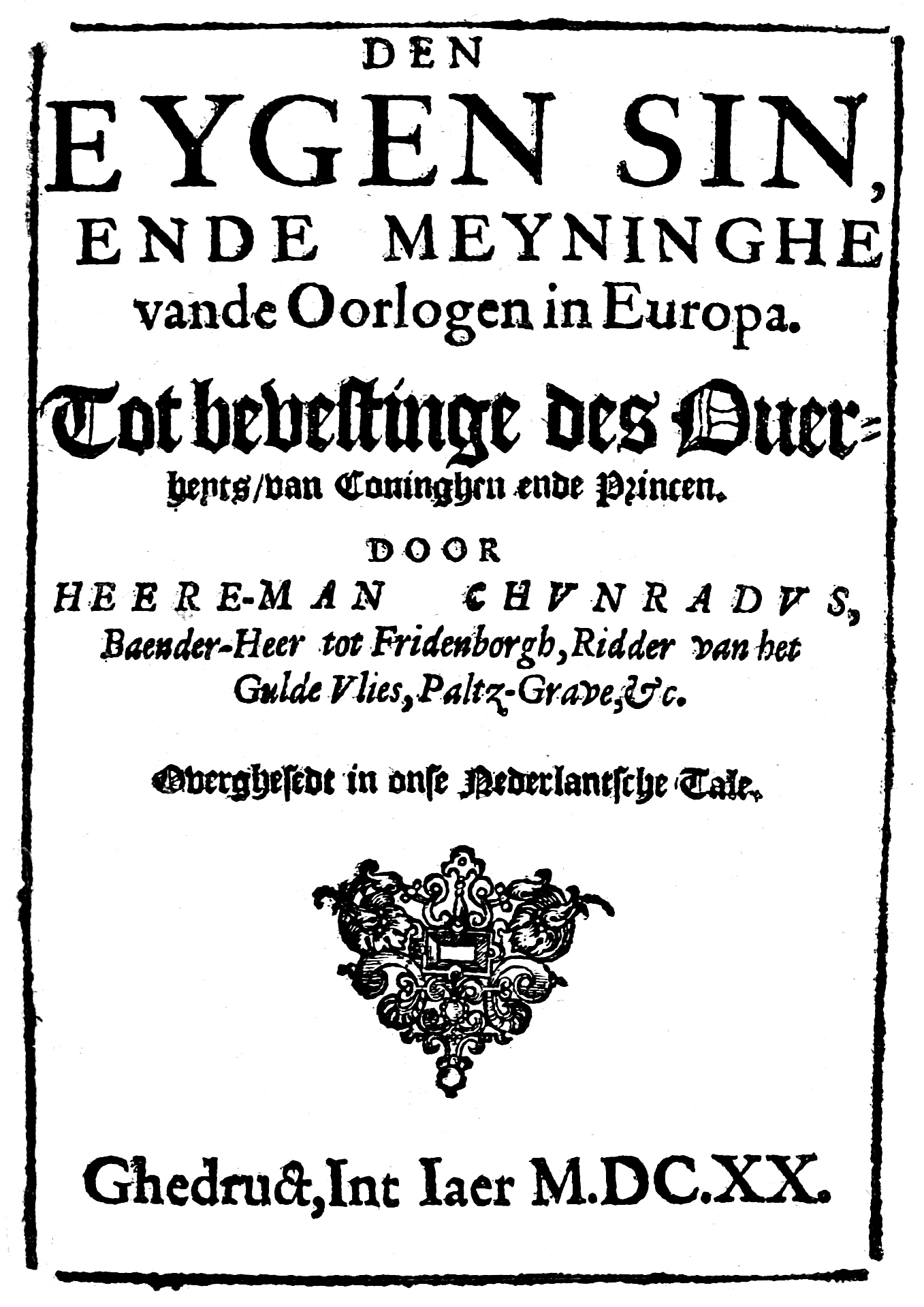
Pamflet van Schoppe in het Nederlands vertaald en in 1620 onder pseudoniem Heereman Chunradus tot Fridenborgh in Antwerpen uitgegeven door Abraham Verhoeven.

Aan het begin van de Dertigjarige Oorlog schreef hij een groot aantal geschriften en pamfletten, waarin hij katholieke vorsten van Europa opriep de wapens op te nemen tegen de protestanten. In 1619 verschenen van Schoppe twee werken: Consilium Regium aan Filips III (Frankfurt) en Classicum belli sacri (Pavia), waarin hij de zich ontluikende oorlog rechtvaardigt als een "heilige oorlog".
Na het overlijden van paus Paulus V, met wie Schoppe op gespannen voet leefde, en de verkiezing van Gregorius XV, keerde hij naar Rome terug om invloed uit te oefenen op de Duitsland-politiek van deze nieuwe paus. In Rome kwam hij in contact met kardinaal Eitel Frederik van Hohenzollern-Sigmaringen. In 1623 verscheen Schoppes Paedia Politices (politieke theorie), een inleiding in de wetenschapsfilosofie met Europese weerklank. Hierin bepleitte hij een rehabilitatie van de in ongenade geraakte militair strateeg Niccolò Machiavelli. Tegelijkertijd vond hij dat de Romeinse Curie hervormd moest worden om de protestanten tegemoet te komen. Ondanks zijn rijke en hooggeboren opdrachtgevers, schreef hij Funiculus triplex (Het drievoudige koord), dat niet werd uitgegeven, waarin hij tekeer gaat tegen nepotisme.
Eind 1626 vestigde hij zich voor drie jaar in Milaan van waaruit hij tevergeefs probeerde de Mantuaanse Successieoorlog te voorkomen. In Milaan bemoeide hij zich met de manier van lesgeven – in het bijzonder van het Latijn – door de Jezuïeten, geïnspireerd op het werk van de Spaanse taalkundige Francisco Sánchez de las Brozas. Dit had enig succes. De Piaristen keken met belangstelling naar Schoppe toen zij hun scholen wilden hervormen. In 1628 publiceerde hij in Milaan de taalkundige werken Mercurius Bilinguis en Grammatica Philosophica.
In 1630 nam Schoppe deel aan de rijksdag in Regensburg, waar hij brak met zijn eerdere oorlogszuchtige beleid. Hij bepleitte nu een duurzame vrede tussen katholieken en protestanten gebaseerd op theologische overeenkomsten. Schoppes Fundamenta pacis (Fundamenten van vrede; 1631) getuigt van deze verandering van inzicht. Hoewel zijn vredesvoorstel op niets uitliep, kreeg Schoppe hiervoor veel erkenning. In 1630 ontving hij de eretitel "Graaf van Chiaravalle" van Giovanni Andrea I Angeli, grootmeester van de Heilige Militaire Constantijnse Orde van Sint-Joris.
Na zijn "bekering" tot het pacifisme bleef Schoppe doorgaan met zijn polemieken en pamfletten. Zijn pijlen waren nu gericht op de jezuïeten. Als gevolg van zijn conservatieve houding ten opzichte van het Restitutie-edict uit 1629 kwam hij in conflict met deze religieuze orde.
Na zich enkele jaren in Zwitserland schuil gehouden te hebben, begaf Schoppe zich in 1633 nog één keer in de internationale politieke arena. Hij besloot Alexander van Montenegro te steunen, die als Sultan Jahja aanspraak maakte de Ottomaanse troon. Onder leiding van Sultan Jahja wilde Schoppe een kruistocht tegen de Turken ontketenen. Van 1633 tot 1635 ging hij tevergeefs verschillende Italiaanse en Zwitserse steden af om financiële en politieke steun te krijgen voor zijn project. Eind 1635 vestigde hij zich in Padua in de Republiek Venetië, waar hij welkom was als verdediger van de religieuze vrede en als criticaster van de jezuïeten. In Padua probeerde hij met wisselend succes zijn manuscripten te publiceren. Hij overleed in 1649 en werd begraven in de San Tommaso Apostolo in Padua.